# Ucar (Rayon)
Ucar ist ein Rayon in Aserbaidschan. Die Hauptstadt des Bezirks ist die Stadt Ucar.

## Geografie
Der Bezirk hat eine Fläche von 867 km². Große Teile des Gebietes sind Steppe, kleinere bewaldet.

## Bevölkerung
Im Rayon leben 90.100 Einwohner (Stand: 2021). 2009 betrug die Einwohnerzahl 77.900. Diese verteilen sich auf 32 Siedlungen und eine Stadt.

## Wirtschaft
Die Region ist landwirtschaftlich geprägt. Es werden Baumwolle und Getreide angebaut sowie Viehzucht betrieben. Durch den Bezirk verläuft die Baku-Tbilisi-Ceyhan-Pipeline.